# 印尼核能
這篇印尼核能（英語：nuclear power in Indonesia）談的是印尼在國內建造核子反應爐以供和平用途的計畫。印尼在1970年3月2日參與簽署《不擴散核武器條約》，禁止本國發展核子武器或用於任何攻擊性用途，該國在1978年12月18日將此不擴散承諾批准成為法律（第8/1978號法律）。
印尼目前規範核能的利用、研究和開發的法律是第10/1997號法律。根據這項法律，“國家核能監管機構”（簡稱BAPETEN)成立於1998年。而“印尼國家核能署”（簡稱BATAN）是個早在1958年即成立的國家核能研究及發展機構，因為第10/1997號法律通過，這個機構得以重新運作。
在印尼2021年所從事科技改革之前，BATAN擔任國家核能研究及發展機構。“國家研究與創新局”（簡稱BRIN）在2021年成立，接收BATAN的負責事務及權利，成為印尼國家核能研究及發展機構，BATAN隨之解散。BRIN通過所屬的“印尼核能研究組織”印尼語：，簡稱ORTN，以執行國家核能研究及發展工作。
印尼迄今僅有數座供研究目的用核子反應爐，尚未建有任何核電廠。

## 歷史
印尼在1954年開始進行原子能研究。除針對發電之外，也用於醫療、農業以及食品安全等用途。由於印尼在1997年發現東納土納天然氣田，核能計劃受到縮減, 但自2005年起又把核能計畫恢復。
根據2006年的印尼第5號總統令，印尼應在2025年之前建立4座核電廠。總發電量預定至少為4,000兆瓦，約佔印尼在2025年估計電力需求的1.96%（200,000至350,000兆瓦）。印尼表示，該計劃將根據國際原子能機構 (IAEA) 的標準制定，IAEA總幹事穆罕默德·巴拉迪於2006年12月受邀到印尼訪問。中爪哇省在2007年6月發生反對核電廠計劃的抗議活動（報導說有4千人參加），到當年10月有伊斯蘭教組織約100名教師及學者參加抗議，並發布伊斯蘭教令，宣布在核電廠預定地穆里亞火山建設核能電廠為哈拉姆（意為“禁止的”、“違反教律的”）。
據在2013年12月的報導，印尼曾計劃在2015年開始建造一座核子反應爐。印尼政府在2014年2月證實計劃在不久後將建造一座30兆瓦（MW）反應爐。然而到2015年12月，印尼表示將不依靠核能來實現在2025年發電達到136.7吉瓦（GW）和在2050年發電達到430吉瓦的目標。
2016年8月，中國核工業集團（CNEC）和BATAN簽約，在印尼共同開發高溫氣冷堆（第四代核子反應爐）。
2021年9月1日，BATAN解散，功能由BRIN所屬的ORTN取代。

## 印尼與國際間核能合作
印尼是IAEA成員國，也是《不擴散核武器條約》簽署國。

### 全面禁止核試驗條約
2011年12月6日，印尼國會（人民協商會議）批准《全面禁止核試驗條約》（簡稱CTBT），印尼承諾不進行核武器試驗但建設核電廠並未受到影響。

### 與其他國家合作
2006年，印尼與韓國、俄羅斯、澳大利亞和美國等簽署核子合作條約。澳大利亞表示願意為印尼提供鈾，供和平用途之用。印尼與一家俄羅斯公司簽訂一項頗有知名度的協議，預定在哥倫打洛省建造浮動核子反應爐，卻未曾實現；印尼隨後明確表示要建造更高裝置容量的核電廠，而且是建造在陸地上。在2014年年中，BATAN與俄羅斯國有俄羅斯國家原子能公司簽署協議開發印尼第一座核電廠（裝置容量30兆瓦）的協議。

### IAEA評估
IAEA在2009年11月發表聲明，根據印尼的四個方面：人力資源、資源、工業和法規做評估，認為該國已具備發展核能的能力。BATAN自1980年代起即已開始核能相關的研究。

## 印尼國家核能署 (BATAN)
BATAN是印尼的國家核能執行機構；其執掌如1997年關於核電的印尼法律第10號和印尼總統命令第46號所述。根據2013年資料，BATAN為一非政府部門公共機構，直屬總統，其任務是與印尼研究與科技部協調，從事核科學與技術方面的研究、開發和利用。
BATAN在2011年曾出口鉬99可裂變物質（Mo99）到馬來西亞、菲律賓和孟加拉國（總價值500億印尼盾（550萬美元）。由於世界上放射性同位素產量下降，加上中國和日本需求增加，BATAN預定投資1,000億印尼盾（1,110 萬美元）把產能從每週40居里（Ci）提高到900居里。BATAN預期可在2012年8月就可收到大規模出口訂單，但每週900居里的產能要在2013年才能完成。

## 現有反應爐所在地點
印尼已建造以下實驗性核子反應爐供研究目的使用：
1. 位於日惹特區斯萊曼（英语：Sleman）的卡爾蒂尼（Kartini）核子研究反應爐
2. 位於萬丹省格丁•塞爾蓬（英语：Gading Serpong）鎮的MPR RSG-GA Siwabessy（英语：MPR RSG-GA Siwabessy）核子研究反應爐
3. 位於西爪哇省萬隆的研究TRIGA核子反應爐（Mark III型）

根據一位觀察員的看法，印尼具有的特殊地質，有足夠的材料在每個省建造一座核子反應爐。邦加-勿里洞省是錫礦產區，有豐富的獨居石存在，在蒙泰山（Mount Muntai）就發現近183噸獨居石沉積物，足夠在該省西部和南部建造核電廠所需。
BATAN繼續尋找鈾的來源，以及適合建核電廠的地點。邦加－勿里洞省地質穩定，也靠近該國爪哇島和蘇門答臘島上最大用電地區。當地居民與印尼其他地方相比，較易接受核電廠的興建。雖然仍有當地居民反對，但BATAN仍考慮在先前研究過的中爪哇省穆里亞火山、皆帕拉鎮、和萬丹省西冷縣設廠。
邦加-勿里洞省長在2011年7月要求中央政府繼續進行在2025年至2030年期間在文島和帕米斯（Permis）地區建核電廠的計劃。這兩電廠預定裝置發電量為2吉瓦，建廠費用為70兆盾（82億美元），可滿足蘇門答臘島、爪哇島和巴厘島電力需求的40%。
所提出幾個適於建立核電廠的地點包含：
1. 位於中爪哇省庫杜斯縣（英语：Kudus Regency）的穆里亞角（Cape Muria）
2. 位於蘇拉威西島北部的哥倫打洛
3. 邦加-勿里洞省（兩個發電廠，總裝置容量為18吉瓦）[20]
4. 位於西加里曼丹省的美拉維縣[21]

論及福島第一核電站事故，一位印尼大地測量學講師表示，相對於日本大部分地區均易發生地震，而印尼在加里曼丹省、邦加-勿里洞省、爪哇島北部（人口稠密地區）和西巴布亞有許多無地震地區。

## 相關建議
在泗水艾爾廊加大學的一位物理學講師表示，由於印尼對電力的需求不斷增加，而化石燃料儲量正在枯竭；該國已準備好，且有能力發展核電廠。核能專家自1970年代起即持續進行這方面的研究。BAPETEN確認已有七名印尼核子監督員正在幾個不同國家（包括一位在日本東京）執行IAEA任務，一旦核電廠在印尼興建，印尼有能力運作。
雖然有日本福島核電廠事故的案例，由於印尼急需電力，不太可能把建造第首座核電廠的計劃停下。BATAN的一位開發負責人表示，因日本發核電廠災難而擔憂，並非正確，印尼的核電廠將使用比已有四十年歷史的福島核電廠更先進的技術。現代核電廠可在與福島電廠類似意外發生，而完全停電的情況下，而依據反應爐被動安全機制自行停止反應爐的運作。
印尼能源和礦物資源部所屬機構P3Tek推薦採用ThorCon設計型號為TMSR-500的熔鹽反應爐。這種反應爐使用由鈾和釷混合燃料。

## 鈾礦資源
印尼至少有兩個鈾礦：位於加里曼丹島西部的Remaja-Hitam和Rirang-Tanah Merah。如果這些鈾礦數量不足時，該國就須進口鈾提煉物。
BATAN估計印尼擁有70,000噸鈾儲量（包括假設以及確定者）和170,000噸釷儲量（全部屬於假設者）。絕大部分鈾礦蘊藏在西加里曼丹省，其餘的在西巴布亞、邦加-勿里洞省和西蘇拉威西省。而釷礦主要蘊藏在邦加-勿里洞省，其餘的在西加里曼丹省。西蘇拉威西省馬穆朱縣的鈾礦百萬分比濃度（ppm）為約100-1,500，釷礦的ppm濃度則為約400–1,800。位於廖內群島省Singkep區, 以及馬穆朱縣的鈾礦中的伽馬射線是印尼各礦中最高者。
為將鈾和其他放射性材料做商業化開發，國會首先必須修改關於核能的第10/1997號法律，這項法律不許國內或外國投資者為商業目的而開發放射性資源（僅能用於研究目的）。

## 爭議
印尼的核能計劃遭到綠色和平組織、其他團體以及個人的批評。有近4,200名抗議者於2007年6月在中爪哇省集會，呼籲政府放棄在當地興建核能電廠的計劃。具體議題包括核廢料問題和該國處在環太平洋火山帶上， 地質活動 (如地震和火山噴發) 會對核子反應爐造成損害。

## 資料來源
- Nuclear Power Development in Indonesia by Soedyartomo Soentono, National Atomic Energy Agency, Indonesia.
- Indonesian Policy on the Development and Utilization of Nuclear Energy by M. Hatta Rajasa, State Minister for Research and Technology, Republic of Indonesia.
- Paper from 2003 that includes organograms of BAPETEN an BATAN[永久]

## 外部連結
- IAEA pagine on Indonesia （页面存档备份，存于）
- Website of BAPETEN (Indonesian and English) （页面存档备份，存于）
- Website van BATAN (Indonesian and English) （页面存档备份，存于）
- Thousands of Indonesians protest plan to build Indonesian nuclear plant[]